# شكل-أرضية (إدراك)

مثال على نظرية "الشكل-الأرضية".

الشكل - الأرضية (بالإنجليزية: Figure–ground) - أو الشكل والخلفية- هي نظرية تنص على أن الفضاء الناتج من تموضع أشكال ما يجب أن يتعامل معه بنفس أهمية الأشكال نفسها. كما يُدعى الفضاء بالفضاء السالب (Negative space) إذا كان لا يمثل شكلا معينا بعد تموضع الأشكال فيه. ويُدعى بالفضاء الموجب (Positive space) إذا كان شكل الفضاء المحصور بين الأشكال له شكل معين. وهي في ذات الوقت، نوع من أنواع تجميع الإدراك الحسي الذي هو ضرورة حيوية لتمييز الكائنات من خلال الرؤية.

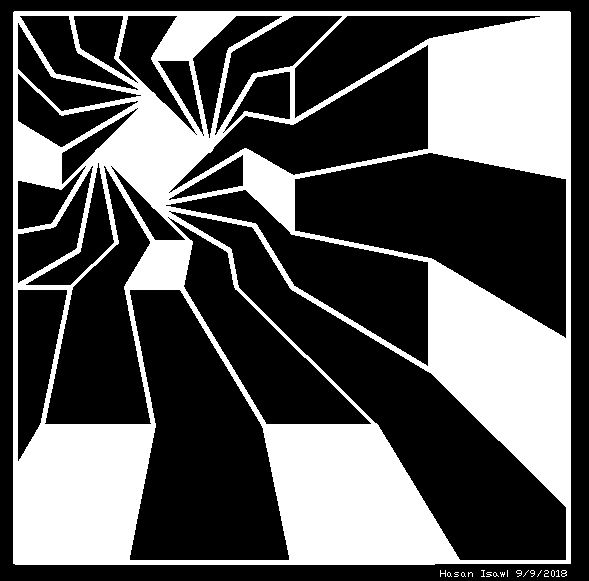
نمط هندسي مع تطوير ممكن للشكل والخلفية

## وصلات خارجية
- الشكل - الأرضية : لعبة بازل في الخداع البصري.